# Red Rocks Park

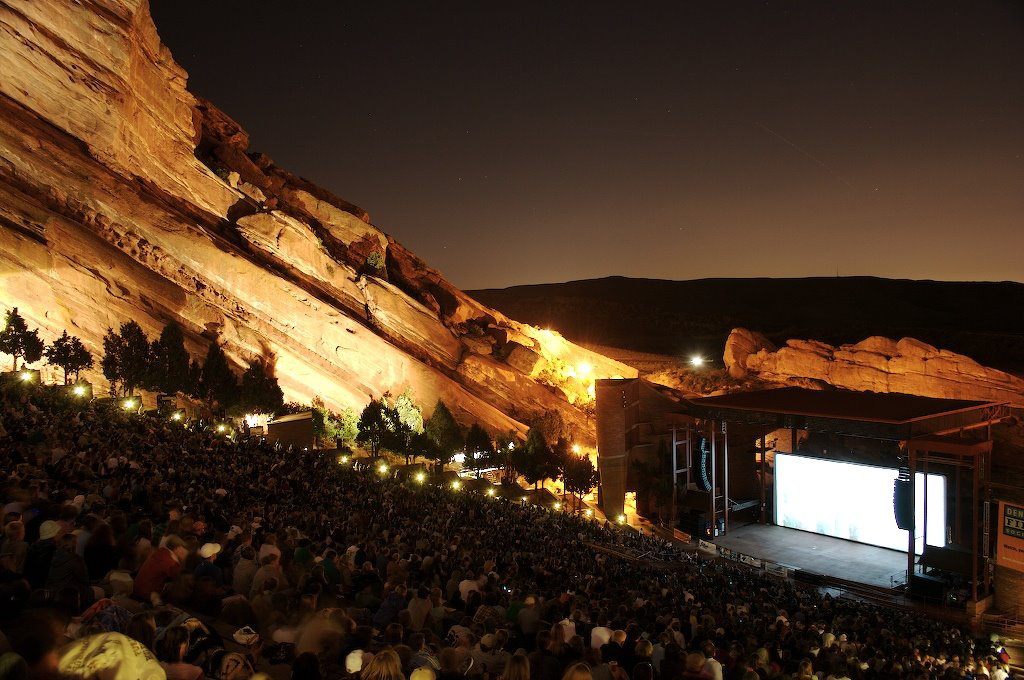
Red Rocks Park, Red Rocks Amphitheatre.

Red Rocks Park est un parc de montagne situé dans le comté de Jefferson dans l'État du Colorado aux États-Unis. Il est la propriété de la ville de Denver et fait partie du système des Denver Mountain Parks (en). On y trouve le Red Rocks Amphitheatre où se jouent d'importants concerts de musique.  Son nom vient de la couleur rouge des rochers composés de grès de la Fountain Formation (en). On peut trouver d'autres affleurements de cette formation géologique dans le Roxborough State Park, le Garden of the Gods près de Colorado Springs ou encore dans les Flatirons près de Boulder. Les roches du parc ont été formées il y a environ 290 millions d'années. Autrefois, la région du parc était fréquentée par les Amérindiens Utes.